# Tropidia disticha
Tropidia disticha är en orkidéart som beskrevs av Rudolf Schlechter. Tropidia disticha ingår i släktet Tropidia och familjen orkidéer. Inga underarter finns listade i Catalogue of Life.